# Selskabet for dekorativ Kunst
Selskabet for dekorativ Kunst blev stiftet 1901 med det formål at styrke opmærksomheden på højnelsen af dekorativ kunstindustri. Selskabet udgav fra 1914 tidsskriftet Skønvirke, der gav navn til den danske form for jugendstil.

## Formænd
- (1902-1905) P.V. Jensen Klint, arkitekt
- (1906-1907) Carl Brummer, arkitekt
- (1907-1910) Caspar Leuning Borch, arkitekt